# Berehowo
Berehowo (pol. hist. Bereg Saski, ukr. Берегове – Berehowe, rus. Берегово – Berehowo, ros. Берегово – Bieriegowo, węg. Beregszász, niem. Bergsaß, cz.  i słow. Berehovo) – miasto rejonowe w obwodzie zakarpackim Ukrainy (na Zakarpaciu). 26,1 tys. mieszkańców [2004], z czego 48% Węgrów, 38% Ukraińców, 6% Romów, 5% Rosjan.
Berehowo leży na Nizinie Zakarpackiej nad rzeką Werką, około 70 km na południowy wschód od Użhorodu, 5 km od drogowego przejścia granicznego Łużanka – Beregsurany. Słynie z tradycji uprawy winogron i produkcji win. W okolicach miasta występują wody termalne i mineralne, leczące przede wszystkim dolegliwości układu krążenia, oddechowego, sercowo-naczyniowego czy chorób skóry.
Miasto Lamperthaza zostało założone przez księcia Lamberta, syna króla Węgier Beli I. Podczas najazdu mongolskiego w latach 1240–1241 miasto zostało zniszczone. W celu jego odbudowy i ponownego zaludnienia okolicy król Bela IV Wielki sprowadził tu niemieckich osadników z Saksonii, którym następnie udzielił pewnych przywilejów handlowych. Od 1271 było siedzibą władz komitatu Bereg. W 1342 Bereg Saski stał się wolnym miastem królewskim z kolejnymi przywilejami. W 1504 po raz pierwszy pojawia się nazwa Beregszasz. W 1566 zostało zniszczone przez Tatarów, 17 czerwca 1657 zostało spalone przez wojska polskie, w 1686 – przez wojska habsburskie. 22 maja 1703 na miejskim rynku Tomasz Ese ogłosił powstanie przeciwko Habsburgom. Po stłumieniu powstania cesarz Karol VI Habsburg skonfiskował miasto, wraz z pozostałymi dobrami, rodowi Rakoczych i w 1728 nadał je rodowi Schönborn. W 1910 miasto liczyło 12,9 tys. mieszkańców, z czego 12,4 tys. Węgrów, 0,2 tys. Rusinów, 0,1 tys. Niemców. W 1919 zostało na krótko zajęte przez wojska rumuńskie, po czym z mocy traktatu w Trianon przypadło nowo powstałej Czechosłowacji. W latach 1938–1944 było zajęte przez Węgry. 26 października 1944 Bereg Saski zajęła Armia Czerwona. W 1945 miasto zostało włączone do sowieckiej Ukrainy.
Od grudnia 1945 roku zaczęto wydawać gazetę.
W 1989 liczyło 30 157 mieszkańców.
17 maja 2001 miasto zostało podniesione do rzędu miast powiatowych.
Berehowo to najważniejszy ośrodek kultury węgierskiej na Zakarpaciu. Na początku lat 90. XX wieku proponowano je na stolicę węgierskiego okręgu autonomicznego. Od 2012 w mieście język węgierski jako język regionalny zyskał na tym obszarze status języka urzędowego.
Zabytki Berehowa:
- kościół rzymskokatolicki z XII wieku – zniszczony przez Mongołów w 1241, odbudowany w 1370, odnowiony w 1846
- pałac rodziny Bethlenów

Berehowo jest miastem partnerskim Przeworska.
W mieście jest stacja kolejowa Berehowo.

## Osobistości
- W Berehowie mieszkali rodzice Miltona Friedmana, znanego amerykańskiego ekonomisty, laureata nagrody Nobla – przed emigracją do USA.

## Miasta partnerskie
- Hajdúböszörmény
 Przeworsk
- Satu Mare